# Норвегія на Чемпіонаті світу з легкої атлетики 2017
Норвегія на Чемпіонаті світу з легкої атлетики 2017, що проходив з 4 по 13 серпня 2017 року в Лондоні (Велика Британія) була представлена 13 спортсменами.

## Медалісти
| Медаль | Спортсмен        | Змагання                     | Дата     |
| ------ | ---------------- | ---------------------------- | -------- |
| Золото | Карстен Вархольм | 400 м з бар'єрами (чоловіки) | 9 серпня |

## Результати

### Чоловіки
Трекові і шосейні дисципліни
| Спортсмен            | Дисципліна           | Забіги    | Забіги | Півфінал        | Півфінал        | Фінал           | Фінал           |
| Спортсмен            | Дисципліна           | Результат | Місце  | Результат       | Місце           | Результат       | Місце           |
| -------------------- | -------------------- | --------- | ------ | --------------- | --------------- | --------------- | --------------- |
| Джонатан Куарко      | 200 м                | 20.60     | 25     | Завершив виступ | Завершив виступ | Завершив виступ | Завершив виступ |
| Філіп Інгебрігтсен   | 1500 м               |           |        |                 |                 |                 |                 |
| Сондре Нордстад Моен | 5000 м               | 13:31.71  | 25     | Н/Д             | Н/Д             | Завершив виступ | Завершив виступ |
| Карстен Вархольм     | 400 м з бар'єрами    | 49.50     | 10 Q   | 48.43           | 2 Q             | 48.35           | 1               |
| Якоб Інгебрігтсен    | 3000 м з перешкодами | 8:34.88   | 27     | Н/Д             | Н/Д             | Завершив виступ | Завершив виступ |
| Говард Хаукенес      | Ходьба 50 км         | Н/Д       | Н/Д    | Н/Д             | Н/Д             |                 |                 |

Технічні дисципліни
| Спортсмен             | Дисципліна    | Кваліфікація | Кваліфікація | Фінал           | Фінал           |
| Спортсмен             | Дисципліна    | Результат    | Місце        | Результат       | Місце           |
| --------------------- | ------------- | ------------ | ------------ | --------------- | --------------- |
| Свен Мартін Скаґестад | Метання диска | 58.86        | 26           | Завершив виступ | Завершив виступ |

Багатоборство — Десятиборство
| Атлет      | Дисципліна | 100 м | СуД | ШтЯ | СуВ | 400 м | 110б | МДс | СзЖ | МСп | 1500 м | Сума очок | Місце |
| ---------- | ---------- | ----- | --- | --- | --- | ----- | ---- | --- | --- | --- | ------ | --------- | ----- |
| Мартін Рое | Результат  |       |     |     |     |       |      |     |     |     |        |           |       |
| Мартін Рое | Очки       |       |     |     |     |       |      |     |     |     |        |           |       |

### Жінки
Трекові і шосейні дисципліни
| Спортсмен         | Дисципліна        | Забіги    | Забіги | Півфінал         | Півфінал         | Фінал            | Фінал            |
| Спортсмен         | Дисципліна        | Результат | Місце  | Результат        | Місце            | Результат        | Місце            |
| ----------------- | ----------------- | --------- | ------ | ---------------- | ---------------- | ---------------- | ---------------- |
| Амалія Юель       | 400 м             | 52.55     | 33     | Завершила виступ | Завершила виступ | Завершила виступ | Завершила виступ |
| Гедда Генне       | 800 м             |           |        |                  |                  |                  |                  |
| Кароліна Гровдаль | 1500 м            | 4:09.56   | 31     | Завершила виступ | Завершила виступ | Завершила виступ | Завершила виступ |
| Кароліна Гровдаль | 5000 м            |           |        | Н/Д              | Н/Д              |                  |                  |
| Ізабель Педерсен  | 100 м з бар'єрами |           |        |                  |                  |                  |                  |
| Амалія Юель       | 400 м з бар'єрами | 56.42     | 23     | Завершила виступ | Завершила виступ | Завершила виступ | Завершила виступ |

Технічні дисципліни
| Спортсмен    | Дисципліна    | Кваліфікація | Кваліфікація | Фінал            | Фінал            |
| Спортсмен    | Дисципліна    | Результат    | Місце        | Результат        | Місце            |
| ------------ | ------------- | ------------ | ------------ | ---------------- | ---------------- |
| Зіґрід Борге | Метання списа | 55.08        | 27           | Завершила виступ | Завершила виступ |